# Stora Lomtjärnen, Halland
Stora Lomtjärnen är en sjö i Kungsbacka kommun i Halland och ingår i Kungsbackaåns huvudavrinningsområde.